# سيدريك مونغونغو
سيدريك مونغونغو (بالفرنسية: Cédric Mongongu)‏ (مواليد 22 يونيو 1989 في كينشاسا - زائير) لاعب كرة قدم كونغولي ديمقراطي يلعب حاليا لصالح نادي الدرجة الأولى موناكو الفرنسي منذ 2005 في مركز قلب الدفاع .

## روابط خارجية
- سيدريك مونغونغو على موقع الاتحاد الأوربي (الإنجليزية)
- سيدريك مونغونغو على موقع اتحاد تركيا (لاعب) (الإنجليزية)
- سيدريك مونغونغو على موقع رابطة كرة القدم الفرنسية للمحترفين (الإنجليزية)
- سيدريك مونغونغو على موقع إي إس بي إن إف سي (الإنجليزية)
- سيدريك مونغونغو على موقع قاعدة بيانات كرة القدم.إي يو (الإنجليزية)
- سيدريك مونغونغو على موقع ليكيب (الفرنسية)
- سيدريك مونغونغو على موقع ناشيونال فوتبول تيمز (الإنجليزية)
- سيدريك مونغونغو على موقع Soccerbase.com (لاعب) (الإنجليزية)
- سيدريك مونغونغو على موقع Soccerway.com (الإنجليزية)
- سيدريك مونغونغو على موقع عالم كرة القدم.نت (الإنجليزية)